# Clube de Desportos do Maxaquene
O Clube de Desportos do Maxaquene (conhecido somente por Maxaquene) é um clube fundado em 1920 de sediado em Maputo, capital de Moçambique. A sua vertente principal é a futebolística tendo sido por 5 ocasiões campeão do moçambicano de futebol.
O clube joga as suas partidas oficiais no Estádio do Maxaquene, que possui capacidade máxima de 15 000 espectadores.[carece de fontes?]

## História
Foi fundado em 1920, com o nome de Sporting Clube de Lourenço Marques. O clube tornou-se conhecido por ser o primeiro clube da carreira de Eusébio e Hilário Rosário da Conceição, dois dos maiores jogadores da história da Seleção de Portugal. Na história do Maxaquene está a sua afiliação ao Sporting Clube de Portugal, de Lisboa.
Em 1976, com a independência de Moçambique, o clube trocou a nomenclatura Sporting Lourenço Marques para Sporting Clube de Maputo. Dois anos depois, mudou para o atual Clube de Desportos do Maxaquene.[carece de fontes?]

## Uniformes oficiais
Uniforme 1Camisa listrada em vermelho e azul, calção azul e meias vermelhas.
Uniforme 2Camisa preta com detalhes amarelos, calção preto e meias pretas.

## Títulos oficiais
- Campeonato Distrital de Lourenço Marques: (9) 1922, 1930, 1933, 1938, 1940, 1943, 1948, 1953, 1960
- Campeonato Provincial de Moçambique: (2) 1960, 1962
- Campeonato de Moçambique: (5) 1984, 1985, 1986, 2003, 2012.
- Taça de Moçambique: (9) 1978, 1982, 1986, 1987, 1994, 1996, 1998, 2001, 2010
- Taça de Honra de Maputo: (1) 2006

## Jogadores notáveis
- Eusébio
- Hilário Rosário da Conceição
- Rui Pinheiro (Basquetebol)
- Chiquinho Conde